# 光福寺 (江戸川区)

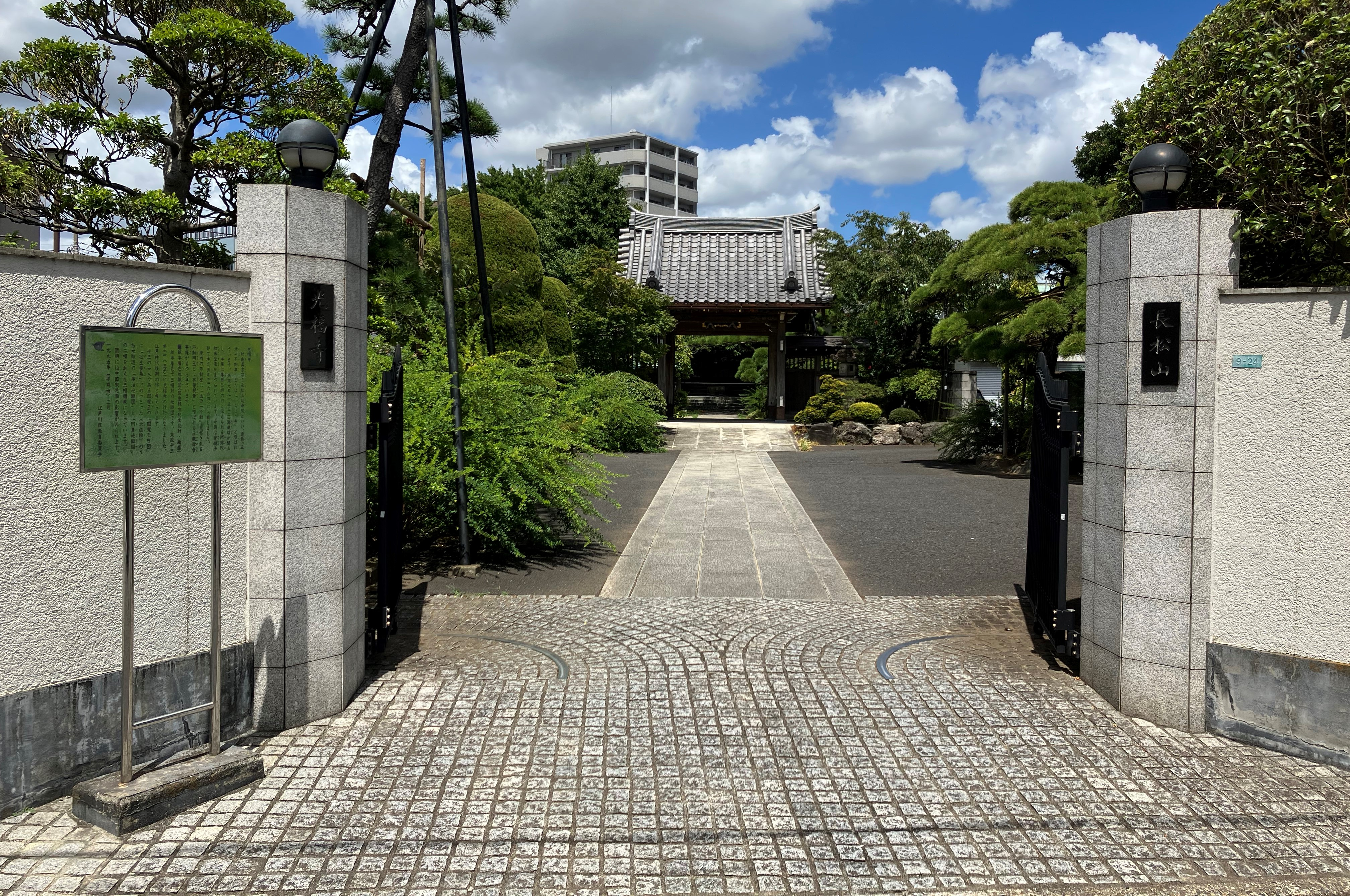
門

光福寺（こうふくじ）は、東京都江戸川区松島一丁目（（南）葛飾郡西小松川村）にある新義真言宗（もと東新小岩の豊山派寺院・青松山金剛院正福寺末）の寺院。

## 概要
1532年（天文元年）、栄源によって開山された。その後江戸時代初期、宥昶によって中興された。
境内には、大きなイチョウの木があることから「イチョウ寺」と呼ばれている。
また境内の不動堂には、「五分一不動」と呼ばれる不動明王像と「衣更観音」と呼ばれる観音菩薩像が安置されている。この衣更観音は秘仏で、住職一代に一度しか開帳できないことになっており、代替わりの開帳の度に衣の色が変わっていることが名称の由来である。

## 文化財
- 紙本着色地獄図 - 江戸川区登録有形文化財・絵画、平成6年2月22日告示[3]

## 交通アクセス
- 新小岩駅より徒歩20分。

## 関連文献
- 「西小松川村 光福寺」『新編武蔵風土記稿』 巻ノ28葛飾郡ノ9、内務省地理局、1884年6月。NDLJP:763979/52。
- 「民俗・文化・自然編 第三章 文化遺産 第二節 史跡と名所 衣更観音」『江戸川区史』 第三巻、江戸川区、1976年3月、630頁。